# Gianfranco Volpato
Gianfranco Volpato (Sandrigo, 15 maggio 1940 – Vicenza, 26 dicembre 2022) è stato un calciatore italiano, di ruolo difensore.

## Carriera
Cresciuto nella società del suo paese, l'Azzurra Sandrigo, passò al Lanerossi Vicenza nel 1961 con cui esordì in Serie A il 29 dicembre 1963 contro la Roma, collezionando a fine stagione 15 gettoni con il sesto posto dei berici.
Dopo la salvezza del 1964, in un campionato in cui inizia a imporsi da titolare, sostituirà Giobatta Zoppelletto nel ruolo di terzino destro a partire dal 1965-1966, anno del sesto posto in classifica.
Nel campionato 1969-1970 fu capitano della squadra, lasciando nel 1971 il ruolo a Chinesinho.
Nel 1971-1972 giocò 9 gare di campionato, con 12 presenze nella stagione successiva, quella della salvezza a Bergamo all'ultima gara di campionato, tornando a giocare con più frequenza solo l'anno seguente (19 presenze). Nel dicembre del 1966, segnò l'unica rete della sua carriera vicentina a Dino Zoff, con una punizione durante l'incontro con il Mantova. Terminò la carriera nel 1975, dopo la retrocessione del Lanerossi in Serie B dopo vent'anni di massima serie: con i biancorossi collezionò ben 255 gare di campionato.
È morto il 26 dicembre 2022 a 82 anni, nella sua residenza di Vicenza. Il nipote Gianmaria è un cantante diventato famoso dopo aver partecipato al programma X Factor..